# デビッド・テレル
デビッド・テレル（David Terrell、1978年1月9日 - ）は、アメリカ合衆国カリフォルニア州サクラメント出身の男性総合格闘家。シーザー・グレイシー柔術アカデミー所属。ブラジリアン柔術黒帯。

## 来歴
2000年7月18日、IFC全米ライトヘビー級タイトルマッチでジョーイ・ヴィラセニョールと対戦し、腕ひしぎ十字固めで一本勝ちを収め王座獲得に成功した。その後米大陸王座新設に伴い初代王座に認定された。
2001年1月13日、IFC米大陸ライトヘビー級タイトルマッチでマルコス・ダ・シウバと対戦し、疲労でギブアップ勝ちを収め初防衛に成功した。
2003年5月、アブダビコンバット88kg未満級に出場し、3位決定戦でヒカルド・アルメイダからタップを奪い3位入賞を果たした。
2003年12月21日、初参戦となったパンクラスで佐々木有生と対戦し、左ストレートでKO勝ち。

### UFC
2004年8月21日、UFC初参戦となったUFC 49でマット・リンドランドと対戦し、パウンドでKO勝ち。
2005年2月5日、UFC 51の世界ミドル級タイトルマッチでエヴァン・タナーと対戦し、パウンドでTKO負けを喫し王座獲得に失敗した。

## 戦績
| 総合格闘技 戦績 | 総合格闘技 戦績 | 総合格闘技 戦績 | 総合格闘技 戦績 | 総合格闘技 戦績 | 総合格闘技 戦績 | 総合格闘技 戦績 |
| --------------- | --------------- | --------------- | --------------- | --------------- | --------------- | --------------- |
| 8 試合          | (T)KO           | 一本            | 判定            | その他          | 引き分け        | 無効試合        |
| 6 勝            | 2               | 4               | 0               | 0               | 0               | 0               |
| 2 敗            | 1               | 0               | 1               | 0               | 0               | 0               |

| 勝敗 | 対戦相手                         | 試合結果                        | 大会名                                                              | 開催年月日     |
| ○    | スコット・スミス                 | 1R 3:08 チョークスリーパー      | UFC 59: Reality Check                                               | 2006年4月15日  |
| ×    | エヴァン・タナー                 | 1R 4:35 TKO（パウンド）         | UFC 51: Super Saturday 【UFC世界ミドル級王座決定戦】                | 2005年2月5日   |
| ○    | マット・リンドランド             | 1R 0:24 KO（左フック→パウンド） | UFC 49: Unfinished Business                                         | 2004年8月21日  |
| ○    | 渋谷修身                         | 1R 3:04 ヒースチョーク          | PANCRASE 2004 BRAVE TOUR                                            | 2004年3月29日  |
| ○    | 佐々木有生                       | 2R 0:15 KO（左ストレート）      | PANCRASE 2003 HYBRID TOUR                                           | 2003年12月21日 |
| ○    | マルコス・ダ・シウバ             | 1R 7:02 ギブアップ（疲労）      | IFC Warriors Challenge 11 【IFC米大陸ライトヘビー級タイトルマッチ】 | 2001年1月13日  |
| ○    | ジョーイ・ヴィラセニョール       | 1R 2:24 腕ひしぎ十字固め        | IFC Warriors Challenge 9 【IFC全米ライトヘビー級タイトルマッチ】    | 2000年7月18日  |
| ×    | ヴァーノン・"タイガー"・ホワイト | 5分3R終了 判定0-3               | IFC Warriors Challenge 4                                            | 1999年8月7日   |

## 獲得タイトル
- IFC全米ライトヘビー級王座（2000年）
- IFC米大陸ライトヘビー級王座（2000年）
- 第5回アブダビコンバット 88kg未満級 3位（2003年）